# Степановка (Кош-Єлгинська сільська рада)
Степа́новка (рос. Степановка, башк. Степановка) — присілок у складі Біжбуляцького району Башкортостану, Росія. Входить до складу Кош-Єлгинської сільської ради.
Населення — 35 осіб (2010; 46 в 2002).
Національний склад:
- чуваші — 100 %